# Albert Roth-de Markus
Albert Roth-de Markus (* 5. Dezember 1861 in Vevey; † 25. Oktober 1927 in Huttwil, heimatberechtigt in Niederbipp) war ein Schweizer Musiker, Komponist, Erfinder, Schriftsteller, Verleger, Filmregisseur und Unternehmer.

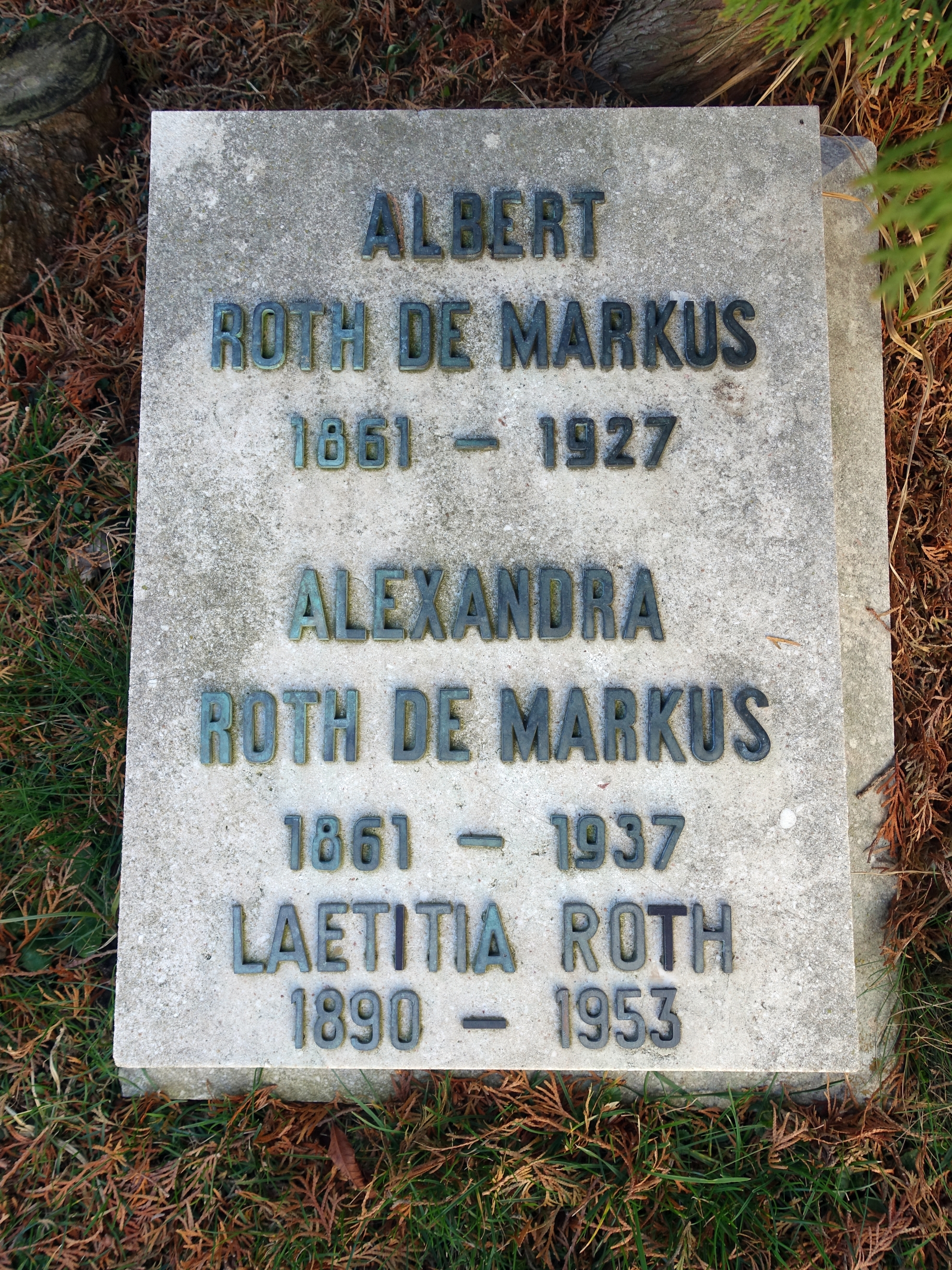
Grabstein von Albert Roth-de Markus

## Leben und Werk
Albert Roth absolvierte eine Banklehre in Vevey und studierte anschliessend an der Bayerischen Akademie der Schönen Künste in München und Wien. Danach war er in Vevey als Musiklehrer und Konzertveranstalter tätig. Zudem war er Journalist und Schriftsteller. Als Xylophon-Fabrikant führte Roth 1886 die Idee eines zweireihigen Xylophons mit einem chromatischen Notenmuster ein und gründete die erste Xylophon-Schule. Später hielt sich Roth als Komponist in Sankt Petersburg auf. Roth heiratete 1886 Alexandra de Markus (1861–1937). Ihre gemeinsame Tochter war Laetitia (1890–1953). Roth gründete 1989 eine Druckerei sowie den Verlag «Imprimerie de l’internationale artistique». Roth erfand ein Dreifarben-Druckverfahren.
Von 1891 bis 1893 war Roth Direktor des Stadttheaters Vevey. 1909 eröffnete er in Lausanne das «Théâtre Lumen» und führte wissenschaftliche und zum Teil selbst gedrehte Filme auf. Im gleichen Jahr schuf er vermutlich den ersten Schweizer Spielfilm, die Waadtländer Burleske Une aventure de Redzipet. Roth liess 1912 in Madiswil ein Aufnahmeatelier bauen. Als seine Frau durch die russische Revolution ihr Vermögen verlor, musste er wegen fehlender finanzieller Mittel seine grösseren Filmprojekte beenden. Roth richtete 1923 in Huttwil einen Kinosaal ein und gilt als eigentlicher Vater der schweizerischen Kinematografie. Roth erhielt für seine Filme internationale Auszeichnungen. Sein Grab befindet sich auf dem Kirchhof der reformierten Kirche in Madiswil.
| HLS | Diese Fassung des Artikels basiert auf dem Eintrag im Historischen Lexikon der Schweiz (HLS), der gemäss den Nutzungshinweisen des HLS unter der Lizenz Creative Commons – Namensnennung – Weitergabe unter gleichen Bedingungen 4.0 International (CC BY-SA 4.0) steht. Sollte der Artikel so weit überarbeitet und ausgebaut worden sein, dass er sich erheblich vom HLS-Artikel unterscheidet, wird dieser Baustein entfernt. Der ursprüngliche Text und ein Verweis auf die Lizenz finden sich auch in der Versionsgeschichte des Artikels. |